# Jannik Blair
Jannik Blair (nascido em 3 de fevereiro de 1992) é um atleta paralímpico australiano que compete na modalidade basquetebol em cadeira de rodas. Blair fez sua estreia pela equipe nacional em 2009 ao disputar o Campeonato da Ásia/Oceania em Cadeira de Rodas, onde obteve a média de 0,3 pontos por partida, e no Campeonato Mundial de basquetebol em cadeira de rodas sub-23, onde sua equipe ficou em quarto lugar.
Integrou da equipe australiana que conquistou a medalha de prata nos Jogos Paralímpicos de Verão de 2012 em Londres, na mesma modalidade. Foi medalhista de ouro no mundial de Incheon 2014. Foi selecionado para disputar os Jogos Paralímpicos da Rio 2016, onde sua equipe, os Rollers, terminou na sexta colocação.

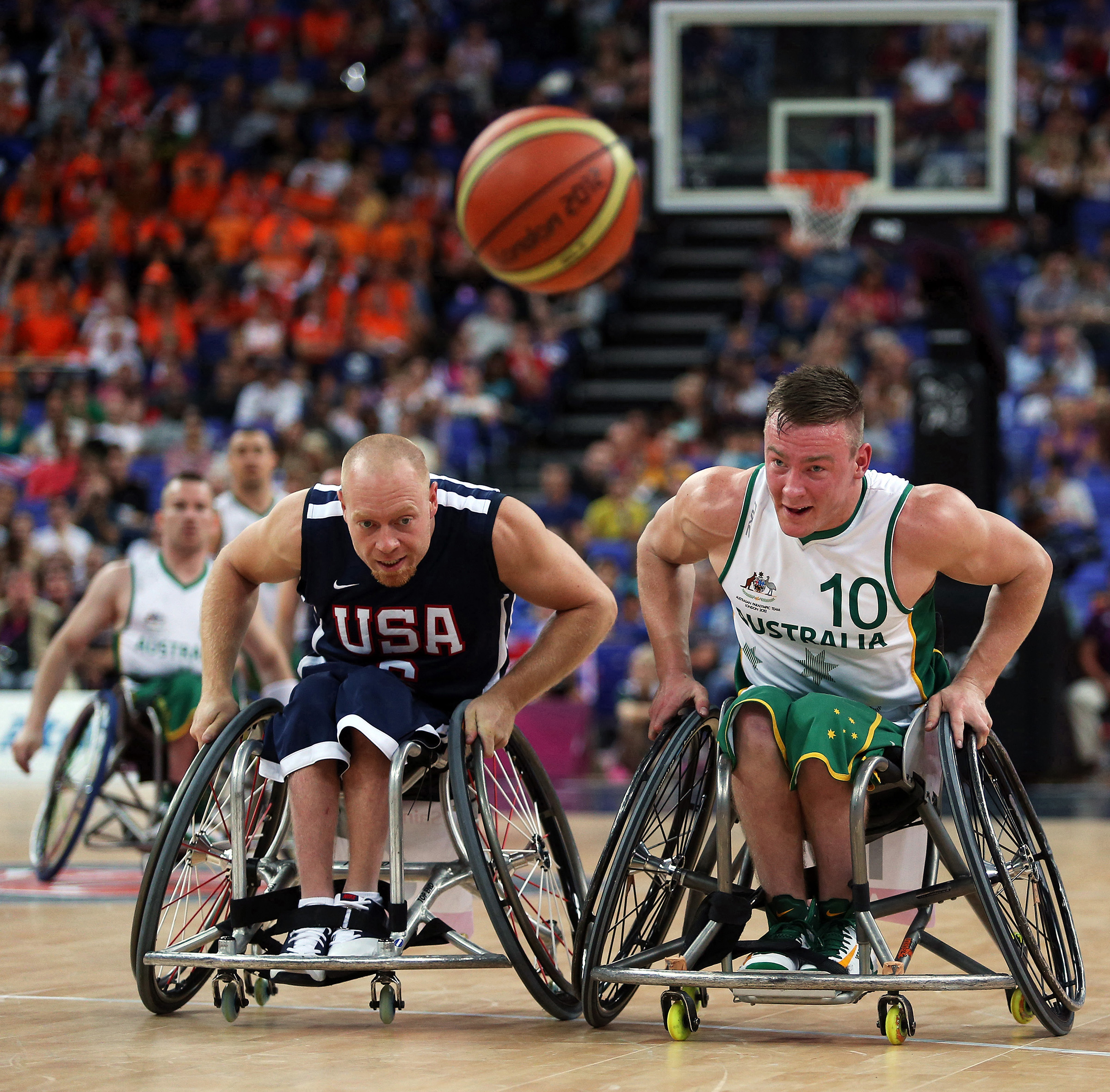
Blair (à direita) durante os Jogos Paralímpicos de Londres 2012.